# Wet persoonsregistraties
De Wet van 28 december 1988, houdende regels ter bescherming van de persoonlijke levenssfeer in verband met persoonsregistraties, kortweg de Wet persoonsregistraties of Wpr was een Nederlandse wet die regels stelde aan het gebruik van persoonsgegevens die door een bedrijf of instelling voor een bepaald doel werden verzameld. De wet werd op 1 juli 1989 van kracht.
De klant of cliënt van het bedrijf of instelling moest toestemming geven indien de gegevens ook voor andere zaken gebruikt zouden worden.
Het toezicht op de naleving van deze wet was ondergebracht bij de "Registratiekamer". Met de invoering van de Wet bescherming persoonsgegevens in 2001 werd de Registratiekamer hernoemd tot College bescherming persoonsgegevens en in 2016 tot Autoriteit Persoonsgegevens.
In 2001 werd de wet vervangen door de Wet bescherming persoonsgegevens (Wbp), welke vervolgens in 2018 werd vervangen door de (Uitvoeringswet) Algemene verordening gegevensbescherming.